# Jodensavanne

Mapa do Suriname na América do Sul

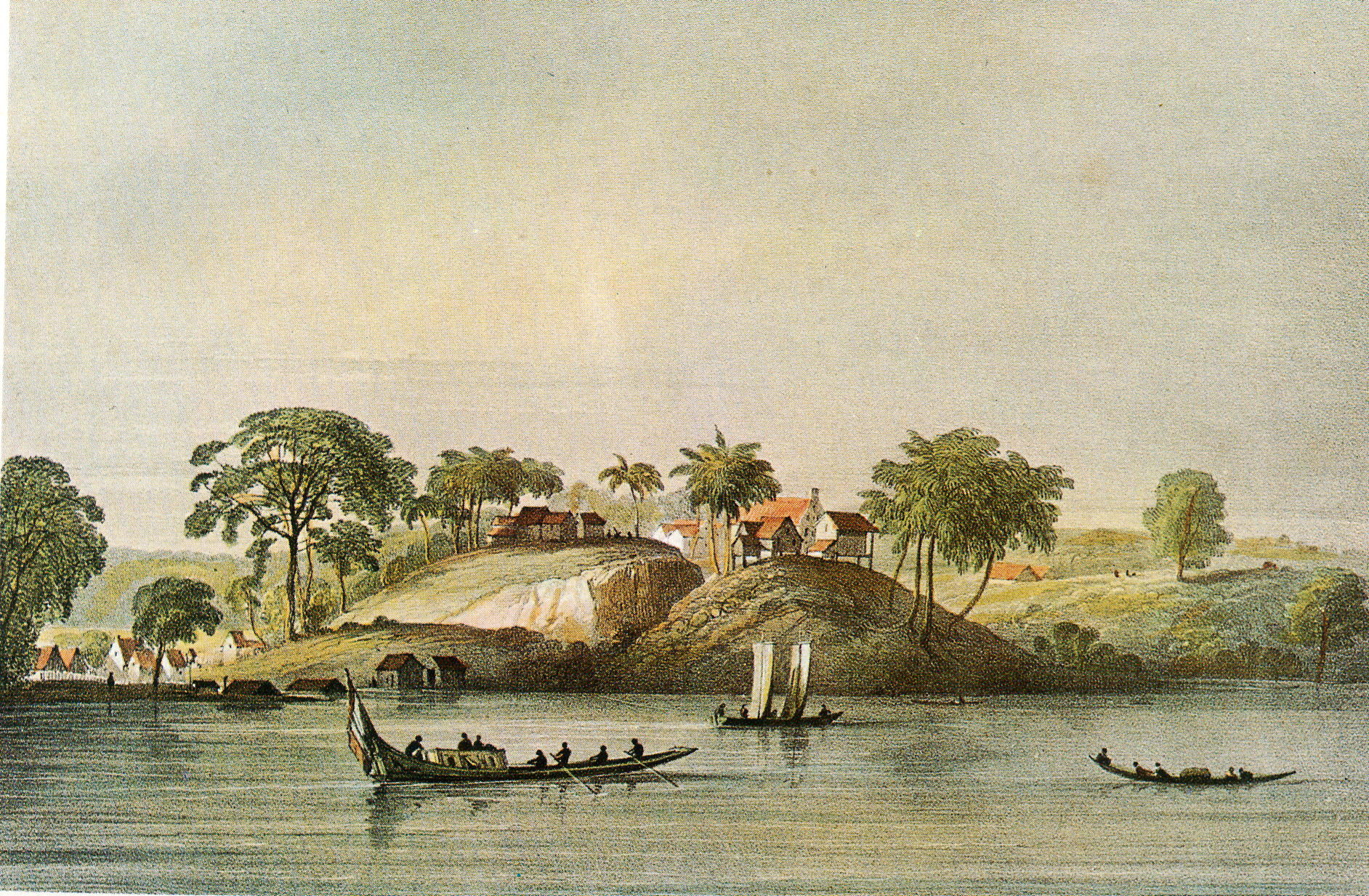
Jodensavanne sobre 1830

Jodensavanne (em holandês , " Savana Judaica ") foi um assentamento judaico em Suriname (América do Sul), localizado no Distrito do Pará, cerca de 50 km ao sul da capital, Paramaribo, às margens do rio Suriname.
A primeira menção dos colonos judeus que chegaram no Suriname remonta ao início de século XVII (na década de 1630), a chegada de um segundo grupo de colonos é confirmado na década de 1650, pelo Inglês, Lord Francis Willoughby de Parham então Governador-Geral das Índias Ocidentais, algumas fontes dizem que Willoughby convidados a se contentar com o fortalecimento da economia das plantações de cana-de-açúcar. Um terceiro grupo de 200 judeus sefarditas veio em 1664, após sua expulsão do Brasil e Guiana Francesa, neste caso, liderado por David Cohen Nassy.
A comunidade judaica tomou grande autonomia interna, com o trabalho nas plantações de açúcar. Em 1665 os judeus obtido privilégios importantes do governo colonial britânico, eles têm a liberdade de praticar a sua religião e permissão para construir uma sinagoga, a liberdade de propriedade, o direito de ter o seu próprio tribunal, um sistema educacional, e o direito de ter uma milícia própria.
Ele fundou a Congregação Shalom Beracha ver ("bênçãos e paz"), e a primeira sinagoga de madeira na comunidade (a sinagoga terceira na América do Sul), construído entre 1665 e 1671, e um segundo, foi construído de tijolo importado em 1685.
A população de Jodensavanne diminuiu durante a segunda metade do século XVIII, a maioria da população mudou-se para Paramaribo. A colônia lutou para sobreviver, até que foi destruída em 1832 por uma revolta de escravos e o fogo resultante. O local serviu como um acampamento para prisioneiros políticos durante a Segunda Guerra Mundial.